# 吲嗪-2-甲酸甲酯
吲嗪-2-甲酸甲酯是一种有机化合物，化学式为C10H9NO2，它是吲嗪2号位的氢被甲氧羰基取代的产物。它可由β-羟基-α-亚甲基(吡啶-2-基)丙酸甲酯和乙酸酐回流（或和三甲基硅基重氮甲烷在室温反应）得到。它在碱中水解，酸化后可以得到吲嗪-2-甲酸。在碳酸铯和钯催化下，它和3-氟氯苯反应，可以得到3-(3-氟苯基)吲嗪-2-甲酸甲酯。